# Речь Посполитая Трёх Народов

Эмблема январских повстанцев 1863 года.

Речь Посполитая Трёх Народов (пол. Rzeczpospolita Trojga Narodów) — политический проект 1658—1659 годов превращения конфедерации Королевства Польского и Великого княжества Литовского (то есть Речи Посполитой Двух Народов) в триединое государство (Речь Посполитую Трёх Народов), в результате создания на русских землях Великого княжества Русского из земель Королевства Польского.
В 1569 году по Люблинской унии часть земель, входивших когда-то в состав Киевской Руси (ныне относящихся к Украине), отошла из состава Великого княжества Литовского к Королевству Польскому, в составе объединённой Речи Посполитой. К 1654 году в результате казацких войн и восстания Хмельницкого запорожское казачество отделилось от Речи Посполитой и на Переяславской раде вошло в состав Русского царства.

## Гадячская уния

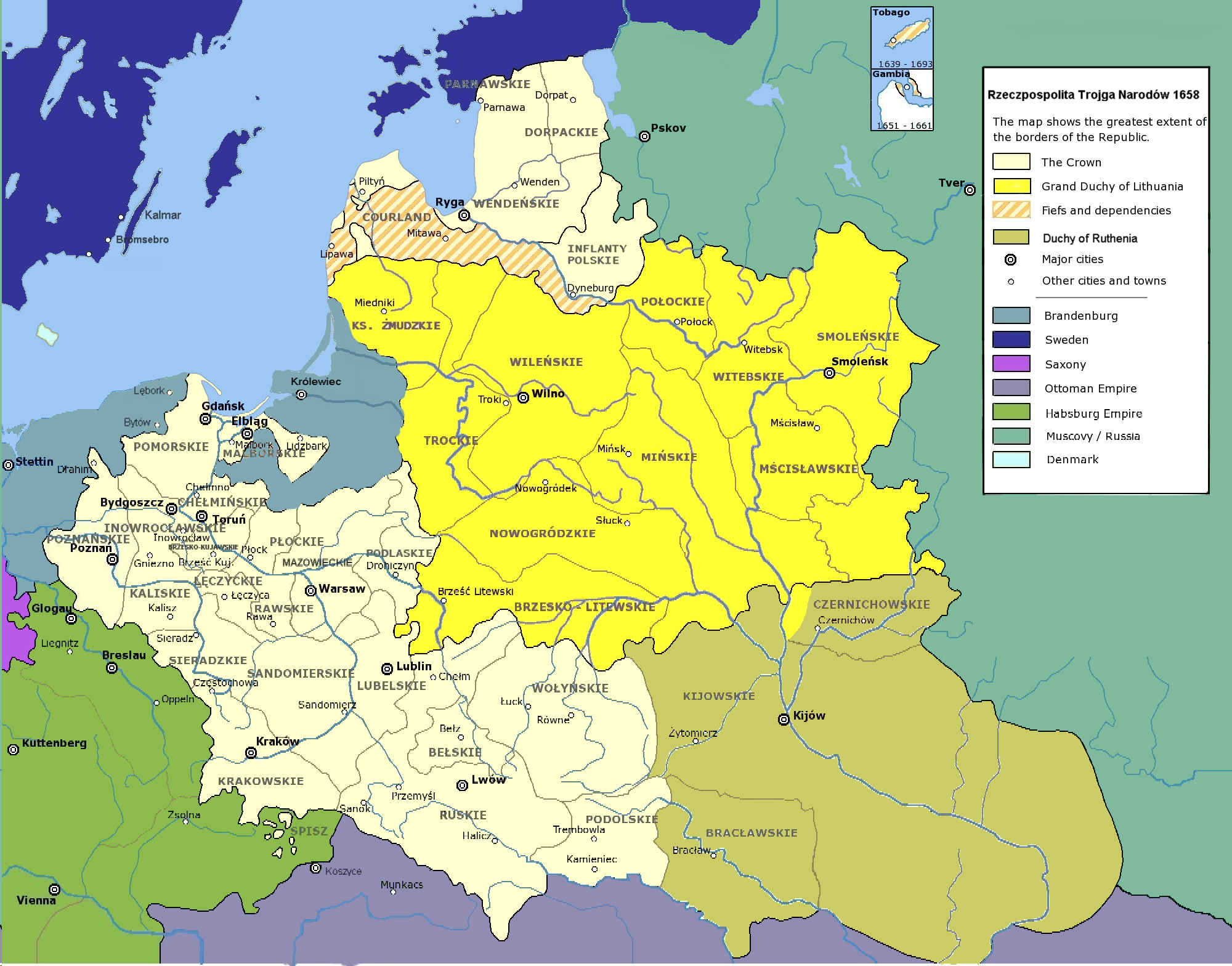
Административное деление Речи Посполитой по Гадячскому договору

В 1658 году в Гадяче между пропольски настроенным гетманом Войска Запорожского Иваном Выговским и представителями Речи Посполитой был подписан Гадячский договор. Согласно статьям этого договора Великое княжество Русское в составе Киевского, Черниговского и Брацлавского воеводств Королевства Польского должно было стать третьим участником унии, составляющей Речь Посполитую на равных условиях с Польской короной и Великим княжеством Литовским.
Это решение, однако, разделило запорожское казачество и привело к гражданской войне на Гетманщине.
Под влиянием польской шляхты и сильного диктата Ватикана сейм Речи Посполитой принял Гадячский договор в более чем урезанном виде. Идея Великого княжества Русского была отвергнута. Решение сейма привело к краху гетманства И. Выговского.
По окончании русско-польской войны 1654—1667 Гетманщина была разделена на Правобережную, которая оставалась в составе Речи Посполитой до её Второго раздела в 1793 году, и Левобережную, которая вместе с расположенным на правом берегу Киевом вошла в состав России.

## Польское восстание 1863—1864 гг
Идея Речи Посполитой Трёх Народов была возрождена во время Польского восстания (1863—1864). Выражением этих намерений стало возобновление Городельской унии в 1861 году в селе Городло, где собралась шляхта Польши, Литвы, Волыни и Подолья. Уния должна была объединять три народа — поляков, литвинов и русинов. Выражением этих чаяний стало принятие Национальным Правительством нового герба, который помимо польского белого орла и Погони включал также изображение Архангела Михаила, покровителя Киева.